# منطقة سندرجاره
سندرجاره رمزها «SU» (بالإنجليزية: Sundargarh  (Sundergarh))‏ ، هو تقسيم إداري لدولة الهند تتبع ولاية أوريسا (بالإنجليزية: Orissa)‏ ، مركزها هو مدينة سندرجاره (بالإنجليزية: Sundargarh)‏ عدد سكانها حسب تعداد سنة 2001 هو 1,829,412 ، مساحتها 9,942 كم² وكثافة السكان 184 لكل كم² .